# 戴維·阿多尼
戴維·阿多尼（義大利語：Davide Adorni；1992年8月9日—）是一位意大利足球運動員他自2009年至2012年在帕爾馬預備隊待了3個球季，僅在聯盟中出場30次。。在場上的位置是後衛。現效力於意大利足球乙级联赛球隊布雷西亚。